# Love is Colder than Death
Love is Colder than Death (stylisé Love Is Colder Than Death, aussi abrégé LICDT) est un groupe allemand de dark wave, originaire de Leipzig.

## Histoire

### Débuts
En été 1989, le groupe est formé à Leipzig par Maik Hartung, Sven Mertens et Susann Heinrich sous le nom de Six Bones. En 1990, le quatrième membre, Ralf Donis, rejoint le groupe. Le nom est ensuite changé en Love is Colder than Death, dérivé du film homonyme L'amour est plus froid que la mort.
Après avoir signé un contrat avec le label Hypnobeat ou son sous-label Hyperium Records, le groupe sort sa première publication officielle en 1991 sous le titre Wild World, dont le style tend encore fortement vers l'environnement synthwave, mais qui présente également des éléments néoclassiques qui apparaîtront plus clairement sur les œuvres ultérieures et qui feront la renommée internationale du groupe. Au début, leur travail se concentrait sur la mise en musique de vers de romantiques anglais comme William Blake, mais Love is Colder than Death commence bientôt à se concentrer sur l'écriture de ses propres textes. Fin 1991, le premier album Teignmouth est publié, et Hyperium Records lance le concept de la série Heavenly Voices.
En 1992, Love is Colder than Death fait une apparition à la documenta 9 de Cassel, une exposition d'art contemporain. La même année, ils sortent leur deuxième album Mental Traveller, dont le titre Veronensis est inclus dans plusieurs compilations. Pour le marché français, Mental Traveller ainsi que le troisième opus Oxeia sont licenciés au label français Semantic.

### Séparation et réorganisation
En 1993, Sven Mertens et Ralf Donis quittent le groupe et sont remplacés par Andrew Porter, l'ancien batteur du groupe de rock gothique The Rose of Avalanche. Pendant ce temps, Sven Mertens décide de se consacrer à son propre projet In Deyagora, Ralf Donis forme et dirige la formation crossover Think About Mutation, qui connait quelques succès commerciaux à la fin des années 1990.
Avec les œuvres suivantes Oxeia (1994) et Spellbound (1995), et une tournée en Amérique du Sud, Love is Colder than Death réussit à accroître sa notoriété au niveau international. Hyperium Records accorde ensuite une licence pour les publications Teignmouth, Mental Traveller et Oxeia au label nord-américain nouvellement fondé Metropolis Records.
Malgré le succès croissant, Susann Heinrich et Andrew Porter quittent le groupe en 1995, car ils poursuivaient des objectifs musicaux différents. Le seul membre restant est Maik Hartung, qui trouve un remplaçant en la personne de Manuela Budich. La première étape de Love is Colder than Death est scellée par Auter (A Collection), une compilation publiée pour le marché mexicain. Sven Mertens, qui avait déjà quitté le groupe en 1993, se produit pour la première fois en concert la même année avec son partenaire de projet Ralf Jehnert sous le nom de In Deyagora. Maik Hartung et Susann Heinrich assistent également à cette représentation. Peu de temps après, il est question d'une fusion entre In Deyagora et les membres restants de Love is Colder than Death. La fusion a lieu peu de temps après, mais Susann Heinrich ne rejoint le groupe qu'en 2000 — après son mariage et la naissance de son enfant — sous le nom de Susan Porter.

### Nouveau départ
En 1997, Love is Colder than Death met fin à sa longue collaboration avec Hyperium Records et rejoint Chrom Records, sans toutefois s'engager contractuellement. Avec l'aménagement d'un propre studio d'enregistrement, les enregistrements du quatrième album Atopos commencent en 1998, sur lequel Manuela Budich prend en charge la partie vocale. Après la sortie de Atopos, Love is Colder than Death fonde son propre label, In Deyagora Music, sur lequel sortent toutes les œuvres suivantes : Eclipse (2003), Inside the Bell (2004) et Time (2006).
Les concerts pour Eclipse en 2003 au monument de la bataille des nations à Leipzig et au Wave-Gotik-Treffen en 2003 et 2005 au Schauspielhaus de Leipzig sont les concerts live les plus élaborés du groupe. Les percussionnistes Anja Herrmann Sarband et Michael Metzler soutiennent Love is Colder than Death lors de leurs représentations. Eclipse se hisse à la deuxième place du classement mexicain des ventes New Age à peine trois mois après sa sortie.
En 2012, le groupe prépare l'album Tempest,, et Anja Herrmann et Uli Stornowski sont intégrés au groupe afin de pouvoir à nouveau donner des concerts live. En été 2013, tous deux mettent fin à leur collaboration avec Love is Colder than Death. 

## Discographie
- 1990 : Two Faces but No Guitars (MC - limitée à 20 exemplaires)
- 1991 : Wild World (EP, Hyperium Records)
- 1991 : Teignmouth (LP / CD, Hyperium Records – réédité en 1995 chez Metropolis Records)
- 1992 : Mental Traveller (CD, Hyperium Records – réédité en 1992 chez Semantic, et en 1995 chez Metropolis Records)
- 1993 : Cenobites (Exclusive Remix)
- 1994 : Oxeia (CD / MC, Hyperium Records ; réédité en 1995 chez Metropolis Records)
- 1995 : Spellbound (EP, Hyperium Records)
- 1995 : Auter (A Collection) (CD, Opción Sónica)
- 1999 : Atopos (CD, Chrom Records / Samadhi Musik)
- 2003 : Eclipse (CD, In Deyagora Music / Samadhi Musik)
- 2004 : Inside the Bell (CD, In Deyagora Music - album live en édition limitée)
- 2006 : Time (2CD Collection, In Deyagora Music - limité à 1 000 exemplaires)
- 2013 : Tempest (CD, In Deyagora Music)